# Tägliche Rundschau (1945–1955)

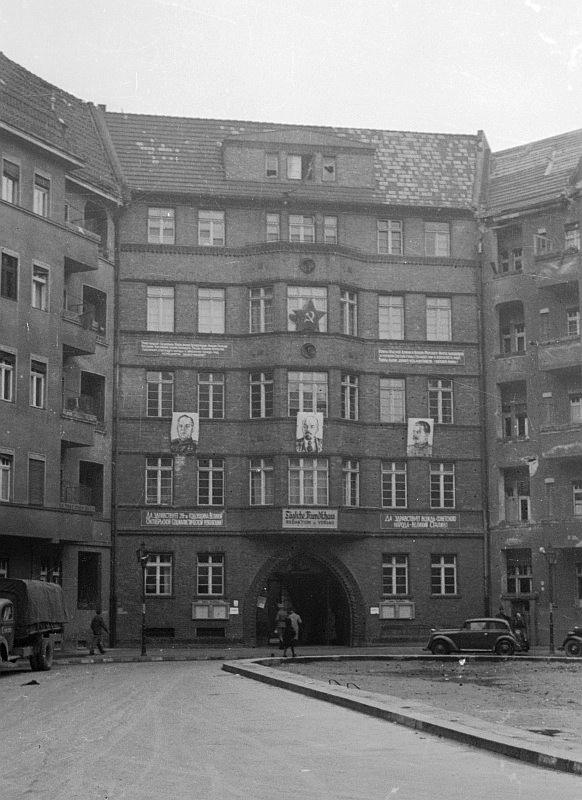
Redaktionsgebäude der Täglichen Rundschau in Berlin-Prenzlauer Berg, Göhrener Straße 11 (Göhrener Ei)

Die Tägliche Rundschau war eine vom 15. Mai 1945 bis Ende Juni 1955 von der Roten Armee bzw. Sowjetarmee in der Sowjetischen Besatzungszone beziehungsweise der DDR herausgegebene Zeitung. Sie bezeichnete sich zunächst selbst als „Frontzeitung für die deutsche Bevölkerung“. Die Drucklegung oblag der Berliner Verlagsanstalt GmbH.
Später erschien sie mit dem Untertitel „Zeitung für Politik, Wirtschaft und Kultur“. Ihre propagandistischen Aufgaben wurden von der SED-Zeitung Neues Deutschland und anderen DDR-Parteizeitungen übernommen.
Zu den deutschen Mitarbeitern der Täglichen Rundschau gehörten unter anderem Karl Heinz Schleinitz, Wolfgang Leonhard, Wolfgang Harich, Karl Grünberg und Stefan Heym sowie Ingeborg Meyer-Rey als Pressezeichnerin. Zu den sowjetischen Presseoffizieren, die für sie zuständig waren, gehörte auch Alexander Dymschitz. Bis zum Schluss war die Leitung der Zeitung bei der Roten Armee angesiedelt, die Themen und Ausrichtung vorgaben.